# Ilhéu da Rocha do Navio
O ilhéu da Rocha do Navio, também conhecido por ilhéu da Viúva, é um ilhéu que é parte da Reserva Natural da Rocha do Navio, situado no concelho de Santana, Região Autónoma da Madeira, Portugal.

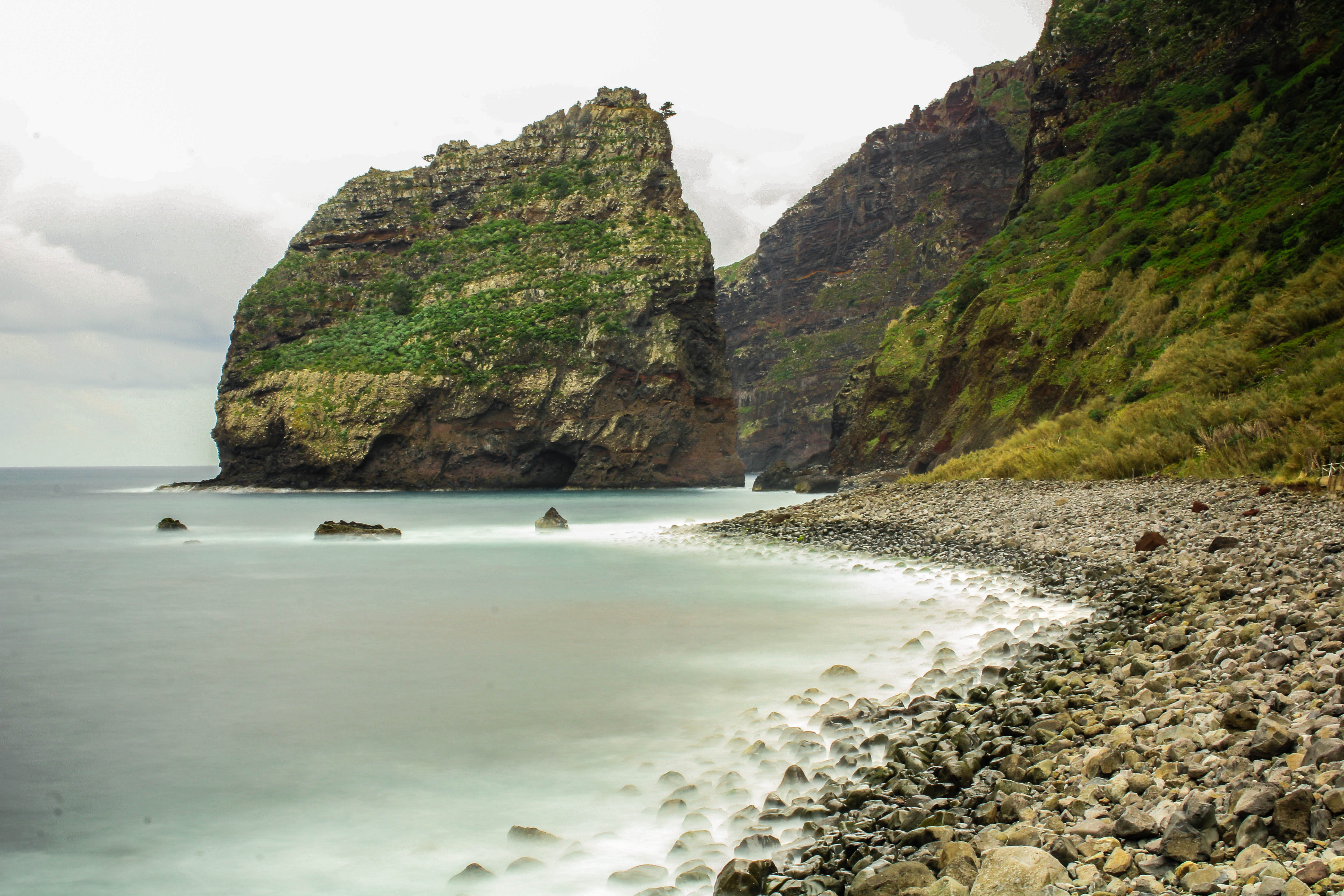
Ilhéu da Rocha do Navio, à esquerda.